# Монтоливет
Монтоливет (также Монтуливет, кат. Montolivet) — вулкан, находится в городе Олот (Ла Гарроча)), недалеко от вулкана Монтсакопа в 250 метрах от реки Флувия, является частью горного хребта Ла Пинья. Площадь вулкана 22 га. Вулкан является природным заповедником в соответствии с законом 2/1982.
На восточной части вулкана в XIX веке была построена оборонительная башня, она похожа на башни Монтсакопа и Бизарокес (кат. Bisaroques). На склонах вулкана расположен район Олота под названием Сант-Пере-Мартир (кат. Sant Pere Màrtir).
В извержении вулкана было два этапа. Первый — стромболианский — с выбросами глины и шлаков. Второй — взрывной — породил вулканический конус и привёл к выбросу лавы, которая достигла речной долины Риудаура. На этом этапе образовался кратер вулкана в форме подковы, раскрывающийся на северо-восток. Северо-западный склон вулкана с залежами глины представляет собой исключительный интерес.
Вулкан находится на том же разломе, что и вулканы Монтсакопа и Гарринада.
До XVII века вулкан назывался Пуч-де-ла-Ровира (кат. Puig de la Rovira), затем монахи-капуцины сменили название на Монтоливет.
Склоны вулкана покрыты лесами: каменный дуб (лат. Quercus ilex) на солнечной стороне и черешчатый дуб (лат. Quericus robur) в тени. Эти леса были восстановлены после вырубки послевоенного периода. На дне кратера сельскохозяйственные посевы. На юго-западном склоне лес сменился кустарником.